# Імміграція

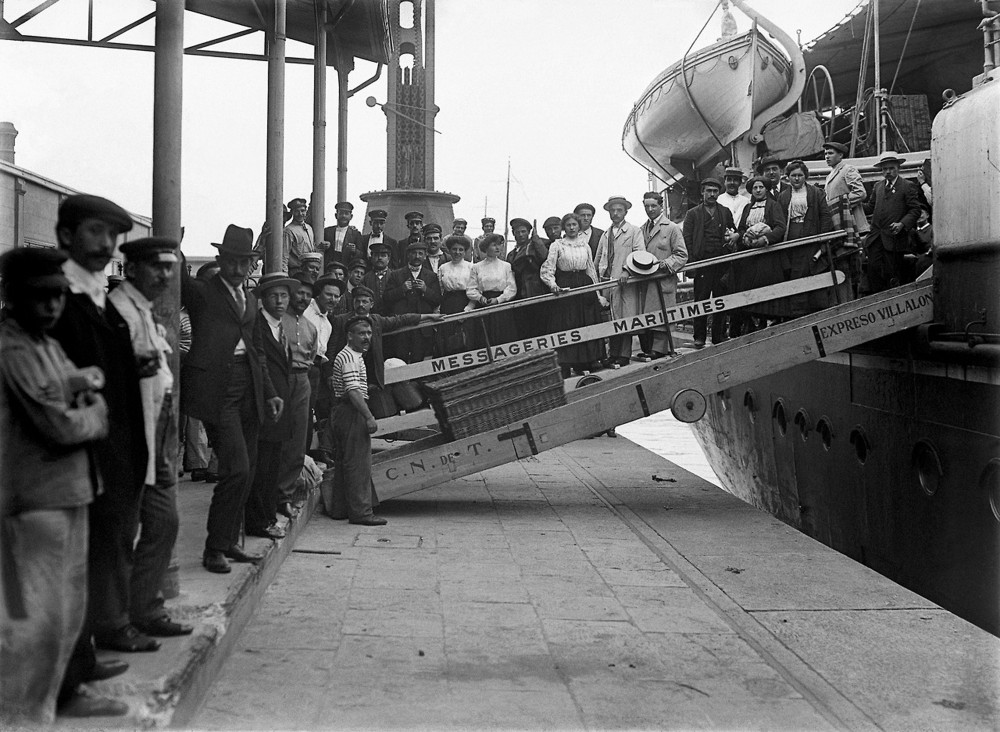
Європейські іммігранти, які прибувають до Аргентини

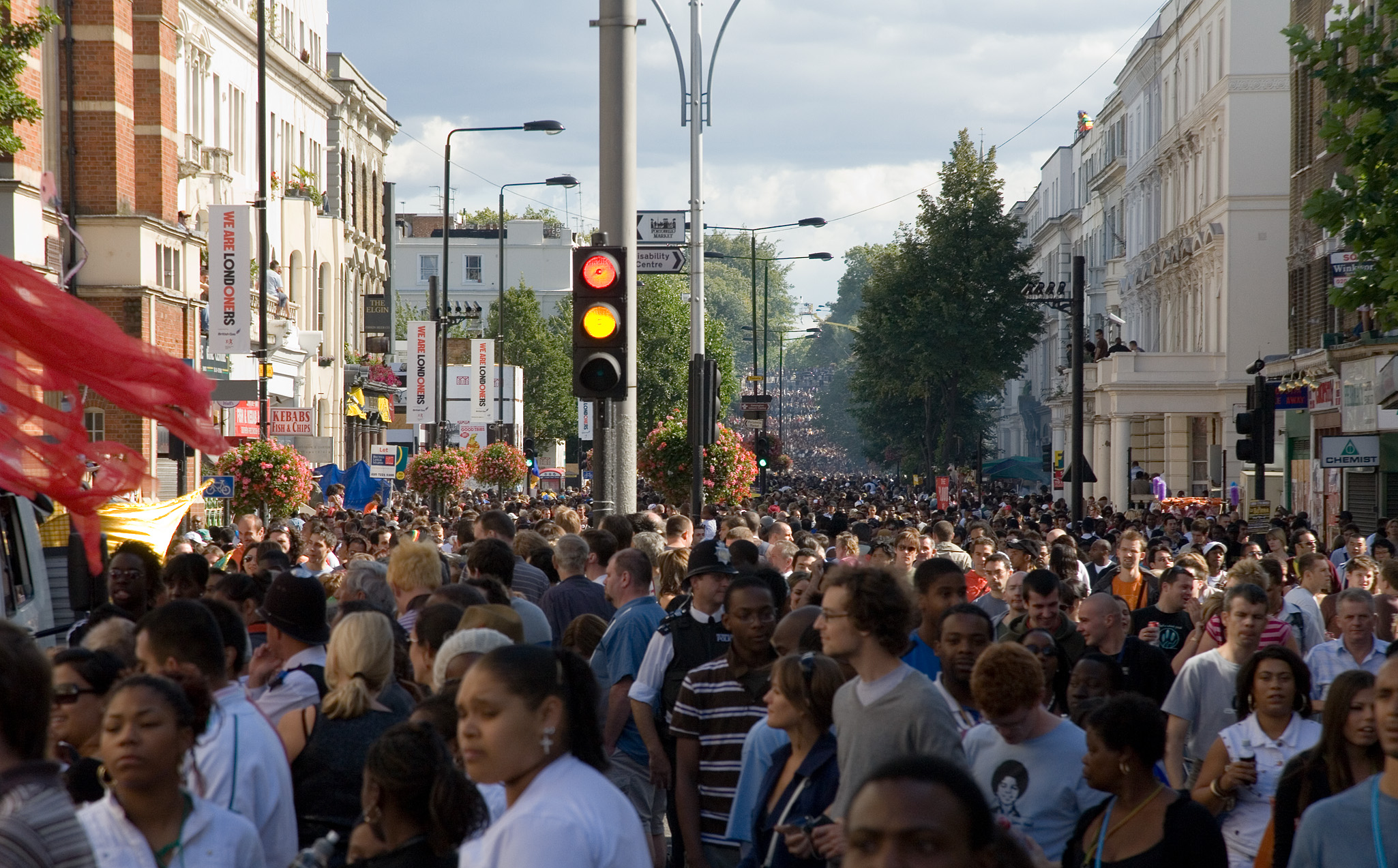
Різноманіття етнічних груп у Лондоні (2006)

Іммігра́ція (лат. immigro — «вселяюся», «в'їжджаю») — в'їзд громадян інших держав у країну на довгострокове перебування або постійне проживання. Як правило, зумовлена економічними або політичними причинами, рідше релігійними чи родинними міркуваннями.

## Імміграція вУкраїну
Питання імміграції в Україні регулюються Конституцією і Законами України, а також іншими нормативно-правовими актами, що у сукупності становлять Імміграційне законодавство України.
Умови і порядок імміграції в Україну іноземців та осіб без громадянства визначається спеціальним Законом України «Про імміграцію»
За цим Законом, імміграція — це прибуття в Україну чи залишення в Україні у встановленому законом порядку іноземців та осіб без громадянства
на постійне проживання, а іммігрант — особа без громадянства чи іноземець, який отримав дозвіл на імміграцію і прибув в Україну на постійне проживання, або перебуваючи в Україні на законних підставах, отримав дозвіл на імміграцію і залишився в Україні на постійне проживання.

## Квота імміграції в Україну

Сальдо міграції на 2016 рік. Легенда:
позитивне
негативне
нульове
немає даних

Квота імміграції в Україну — це гранична кількість іноземців та осіб без громадянства, яким передбачено надати дозвіл на імміграцію протягом календарного року. Квота імміграції встановлюється Кабінетом Міністрів України у визначеному ним порядку.
Квота імміграції формується за категоріями іммігрантів і за регіональним принципом (з урахуванням поточної демографічної ситуації) відповідно до пропозицій центральних та місцевих органів виконавчої влади, поданих до Державної міграційної служби України.
Квота імміграції формується по таких категоріях іммігрантів:
1. діячі науки та культури, імміграція яких відповідає інтересам України;
2. висококваліфіковані спеціалісти і робітники, гостра потреба в яких є відчутною для економіки України;
3. особи, які здійснили іноземну інвестицію в економіку України іноземною конвертованою валютою на суму не менше 100 (ста) тисяч доларів США, зареєстровану у порядку, визначеному Кабінетом Міністрів України;
4. особи, які є повнорідними братом чи сестрою, дідом чи бабою, онуком чи онукою громадян України;
5. особи, які раніше перебували в громадянстві України;
6. батьки, чоловік (дружина) іммігранта та його неповнолітні діти;
7. особи, які безперервно проживали на території України протягом трьох років з дня встановлення їм статусу особи, яка постраждала від торгівлі людьми.

Пропозиції стосовно формування квоти імміграції повинні ґрунтуватися на результатах аналізу імміграційного процесу у попередньому календарному році та враховувати необхідність максимального обмеження квоти імміграції в Україну іноземців та осіб без громадянства з країн походження значної кількості нелегальних мігрантів, за переліком встановленому МЗС України.
Пропозиції до ДМС України щодо встановлення квоти імміграції на наступний календарний рік вносять: Мінкультури — стосовно діячів культури, імміграція яких відповідає інтересам України;
Мінсоцполітики — стосовно висококваліфікованих спеціалістів та робітників, гостра потреба в яких є відчутною для економіки України, та осіб, які безперервно проживали на території України протягом трьох років з дня встановлення їм статусу особи, яка постраждала від торгівлі людьми;
Мінекономіки разом з Радою міністрів Автономної Республіки Крим, обласними, Київською та Севастопольською міськими держадміністраціями — стосовно осіб, які здійснили іноземну інвестицію в економіку України іноземною конвертованою валютою на суму не менш як 100 тис. доларів США;
МОН — стосовно діячів науки, імміграція яких відповідає інтересам України;
Рада міністрів Автономної Республіки Крим, обласні, Київська та Севастопольська міські держадміністрації — стосовно граничної кількості іммігрантів, які можуть бути прийняті протягом календарного року відповідним регіоном (за категоріями іммігрантів).
Інші центральні органи виконавчої влади можуть подавати до зазначених у цьому пункті органів пропозиції щодо формування квоти імміграції за галузевим принципом.
Пропозиції стосовно осіб, які є повнорідними братом чи сестрою, дідом чи бабою, онуком чи онукою громадян України, а також тих, що раніше перебували в громадянстві України, та батьків, чоловіка (дружини) іммігранта, його неповнолітніх дітей готуються безпосередньо ДМС.
Квота імміграції встановлюється рішенням Кабінету Міністрів України за категоріями іммігрантів не пізніше ніж 1 березня поточного року. Проект рішення Кабінету Міністрів України про встановлення квоти імміграції на відповідний календарний рік розробляється і подається МВС до 31 січня поточного року.

## Дозвіл на міграцію
дозвіл на імміграцію — це рішення, що надає право іноземцям та особам без громадянства на імміграцію.
Дозвіл на імміграцію надається в межах квоти імміграції, встановленому постановою Кабінету Міністрів України. Процедуру провадження за заявами про надання дозволу на імміграцію іноземцям та особам без громадянства, які іммігрують в Україну (іммігранти), поданнями про його скасування та виконання прийнятих рішень (провадження у справах з питань імміграції), а також компетенцію центральних органів виконавчої влади та підпорядкованих їм органів, які забезпечують виконання законодавства про імміграцію визначена «Порядком провадження за заявами про надання дозволу на імміграцію і поданнями про його скасування та виконання прийнятих рішень» затвердженого постановою Кабінету Міністрів України від 26 грудня 2002 р. № 1983
Дозвіл на імміграцію поза квотою імміграції надається:
1. одному з подружжя, якщо другий з подружжя, з яким він перебуває у шлюбі понад два роки, є громадянином України, дітям і батькам громадян України;
2. особам, які є опікунами чи піклувальниками громадян України, або перебувають під опікою чи піклуванням громадян України;
3. особам, які мають право на набуття громадянства України за територіальним походженням;
4. особам, імміграція яких становить державний інтерес для України;
5. закордонним українцям, подружжям закордонних українців, їх дітям у разі їх спільного в'їзду та перебування на території України.

Для отримання дозволу на імміграцію іноземець або особа без громадянства подає відповідну Заяву про надання дозволу на імміграцію. Рішення за заявами про надання дозволу на імміграцію залежно від категорії іммігрантів приймають органи ДМС України.

## Отримання дозволу на імміграцію
Для отримання дозволу на імміграцію іноземець або особа без громадянства подає Заяву про надання дозволу на імміграцію (далі — Заява), встановленого зразка.
Заява подається особисто. За наявністю поважних причин поштою або іншою особою (посвідченою нотаріально). При цьому заявник повинен особисто звернутись до територіального підрозділу ДМС України хоч би один раз. За неповнолітніх, недієздатних осіб подають їх законні представники.
Заява подається до територіального підрозділу ДМС за місцем проживання — особою, яка тимчасово перебуває в Україні на законних підставах;
до закордонного дипломатичної установи України за місцем постійного проживання — особою, яка постійно проживає за межами України.
Разом із Заявою подаються такі необхідні документи:
- паспортний документ іноземця або документ, що посвідчує особу без громадянства (після пред'явлення повертається), та копія його сторінок;
- засвідчений у встановленому законодавством порядку переклад українською мовою сторінки паспортного документа іноземця або документа, що посвідчує особу без громадянства, з особистими даними;
- три фотокартки розміром 3,5 х 4,5 сантиметра;
- документ про місце проживання (в Україні та за кордоном);
- документально підтверджені відомості про склад сім'ї (копії свідоцтва про народження, свідоцтва про шлюб, документів про усиновлення, встановлення опіки чи піклування тощо);
- документ, виданий лікувально-профілактичним закладом про відсутність у заявника хвороб, зазначених у пункті 5 частини п'ятої статті 9 Закону України «Про імміграцію» (крім осіб, зазначених у пунктах 1 і 3 частини третьої статті 4 Закону). Особи, які постійно проживають за межами України, подають документ, виданий лікувальним закладом держави за місцем проживання, який підлягає легалізації в установленому порядку, якщо інше не передбачено міжнародними договорами;
- довідка, видана компетентним органом держави попереднього проживання або її дипломатичним представництвом чи консульською установою в Україні, про відсутність судимості (крім осіб, зазначених у пунктах 1 і 3 частини третьої статті 4 Закону України «Про імміграцію». У виняткових випадках такі відомості можуть бути отримані ДМС чи територіальними органами і підрозділами шляхом надсилання відповідного запиту компетентним органам іноземних держав, з якими укладено договір про правову допомогу у цивільних, сімейних та кримінальних справах;
- квитанція про сплату державного мита або консульського збору, якщо за дії, пов'язані з наданням дозволу на імміграцію, законодавством передбачена їх сплата, або документ, який підтверджує наявність пільг щодо сплати.
- Документи, визначені пунктами 1-10 частини сьомої статті 9 Закону України «Про імміграцію», додатково подаються відповідно до категорії іммігрантів.

У разі необхідності відповідні територіальні органи і підрозділи ДМС, які забезпечують провадження у справах з питань імміграції, можуть затребувати інші документи, що уточнюють наявність підстав для надання дозволу на імміграцію, якщо це не суперечить Закону України «Про імміграцію», а також запросити для бесіди заявників чи інших осіб.
Документи, видані компетентними органами іноземних держав, підлягають легалізації в установленому порядку, якщо інше не передбачено міжнародними договорами України. Копії цих документів, а також письмове підтвердження згоди на імміграцію та гарантії приймаючих осіб, передбачені пунктом 6 частини сьомої статті 9 Закону України «Про імміграцію», подаються нотаріально засвідченими. Документи, відомості за якими можуть змінюватися, можуть бути подані протягом шести місяців від дня їх видачі.
Термін розгляду Заяви: Не перевищує одного року з дня подання Заяви
Вартість послуги — 179.74 грн. Держмито не передбачено.

## Відмова у видачі дозволу на імміграцію
Підстави для відмови у наданні дозволу на імміграцію:
- особам, засудженим до позбавлення волі на строк більше одного року за вчинення діяння, що відповідно до законів України визнається злочином, якщо судимість не погашена і не знята у встановленому законом порядку;
- особам, які вчинили злочин проти миру, воєнний злочин або злочин проти людяності та людства, як їх визначено в міжнародному праві, або розшукуються у зв'язку із вчиненням діяння, що відповідно до законів України визнається тяжким злочином, або проти яких порушено кримінальну справу, якщо попереднє слідство за нею не закінчено;
- особам, хворим на хронічний алкоголізм, токсикоманію, наркоманію або інфекційні захворювання, перелік яких визначено центральним органом виконавчої влади з питань охорони здоров'я;
- особам, які в заявах про надання дозволу на імміграцію зазначили свідомо неправдиві відомості чи подали підроблені документи;
- особам, яким на підставі закону заборонено в'їзд на територію України;
- в інших випадках, передбачених законами України.[5]